# جوایز موسیقی یوتیوب
جوایز موسیقی یوتیوب (انگلیسی: YouTube Music Awards) جایزه‌ای بود که از طرف یوتیوب به بهترین نماهنگ اهدا می‌شد.